# Hermandad del Ecce-Homo (San Fernando)

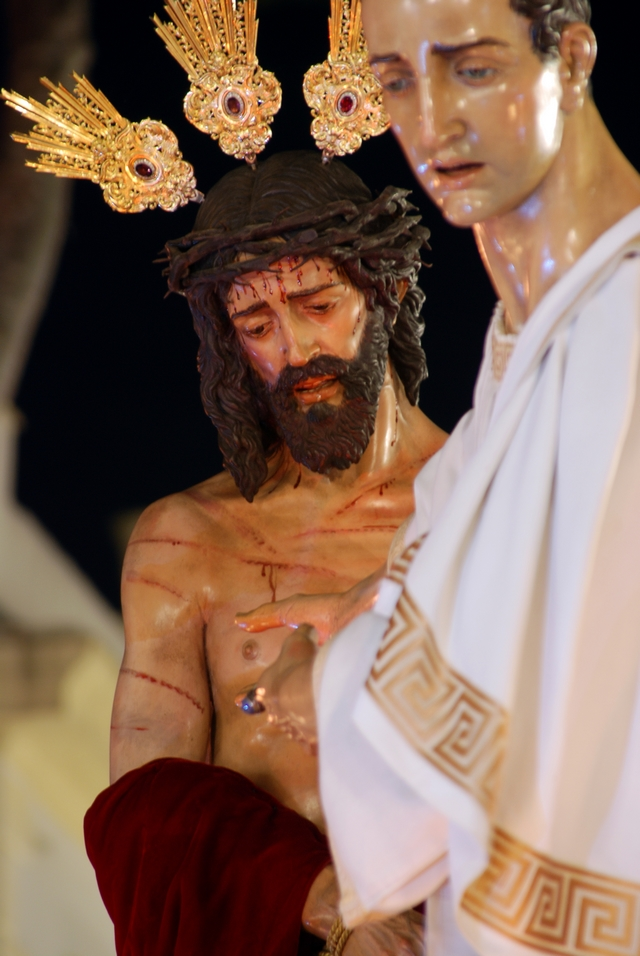
Paso de misterio de la hermandad del Ecce Homo de San Fernando.

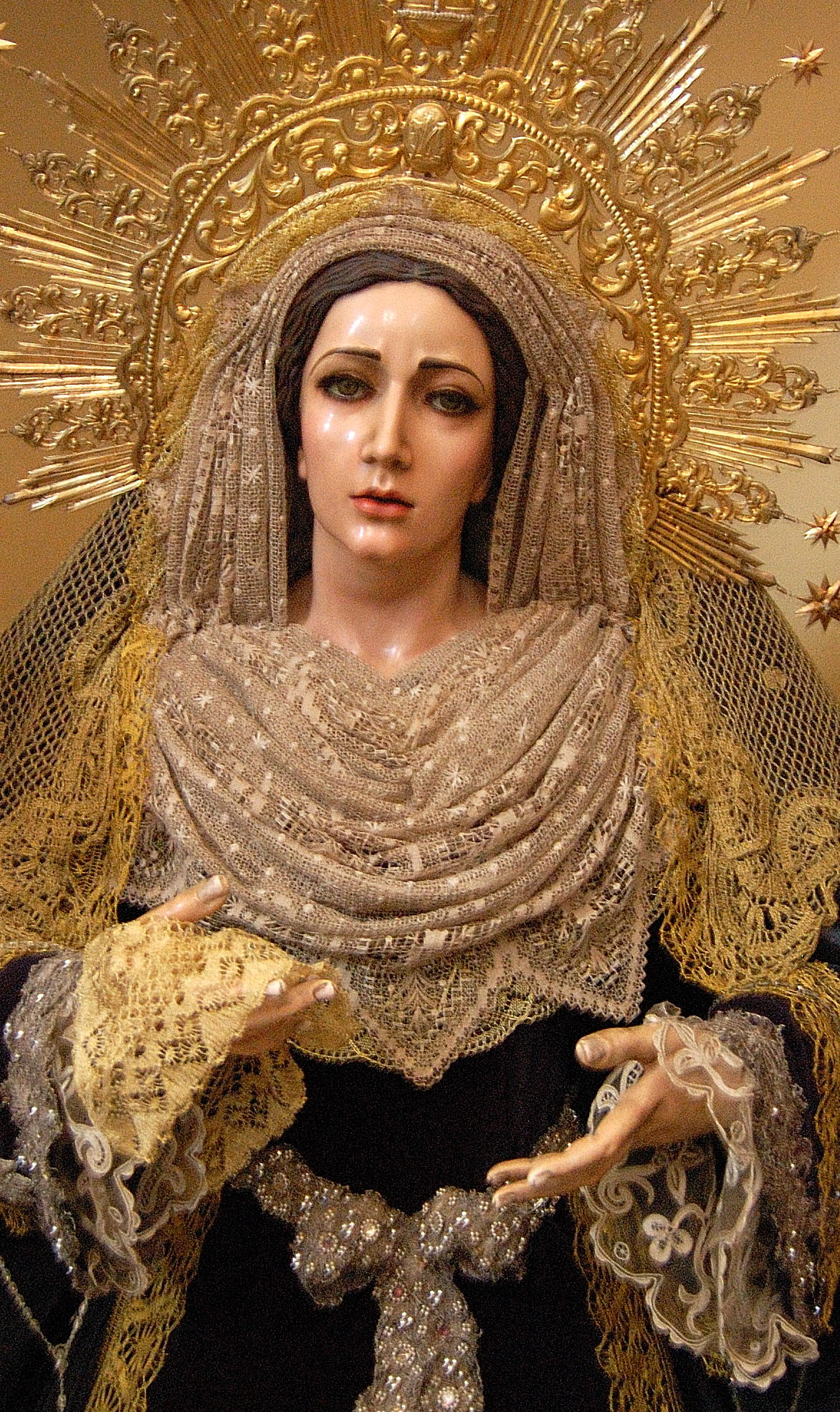
María Santísima de la Salud de la Hermandad del Ecce-Homo de San Fernando.

La Hermandad de Nuestro Padre Jesus del Ecce-Homo y María Santísima de la Salud es una asociación de fieles cristianos laicos establecida canónicamente en la «Parroquia de la Divina Pastora de las Almas» de la ciudad española de San Fernando.
Tiene como fin principal y específico la promoción del culto a nuestro Señor, al Santísimo Sacramento, a la Santísima Madre la Virgen María y a los Santos así como fomentar la acción evangelizadora y pastoral, promover la justicia, la caridad y la solidaridad como signos de identidad de la Iglesia, y atender prioritariamente a la formación básica y permanente de sus hermanos, llegando de esa forma a tener un mejor conocimiento de Jesús, de su persona y de su ministerio.
Venera y honra como cotitular a María Santísima bajo la advocación de la Salud. Tiene como fin principal y específico la promoción del culto a nuestro Señor, al Santísimo Sacramento, a la Santísima Madre la Virgen María y a los Santos así como fomentar la acción evangelizadora y pastoral, promover la justicia, la caridad y la solidaridad como signos de identidad de la Iglesia, y atender prioritariamente a la formación básica y permanente de sus hermanos, llegando de esa forma a tener un mejor conocimiento de Jesús, de su persona y de ministerio.
Todos los lunes Santos realiza una estación de penitencia presentando públicamente el episodio pasionista de la Ostentatio Christi, es decir, la presentación al pueblo de Cristo Nuestro Señor por Pilato.

## Titulares
Nuestro Padre Jesús del Ecce Homo es una talla realizada en 1968 en los talleres de Antonio Castillo Lastrucci en madera de pino y policromada de 1,75 m de altura, mostrándose de pie, con el torso desnudo, maniatado, azotado, coronado de espinas, cabeza gacha y ligeramente ladeada, mirada baja, expresión resignada.
Fue bendecida el 31 de marzo de 1968 (domingo de pasión) por el Padre Arenas Gil. A principios de 1982 fue remodelada por el hermano de la corporación Alfonso Berraquero García principalmente algunos detalles del rostro y cabellera, repolicromándola de nuevo y dotándola de un realismo más crudo, de mayor dramatismo y fuerza expresiva.
María Santísima de la Salud fue tallada en 1974 por Alfonso Berraquero en madera de ciprés, de candelero con los brazos articulados, policromada y de 1,67 m de altura, de pie, con la cabeza ligeramente inclinada a la izquierda, la mirada hacia arriba, ojos pintados, pestañas postizas, ninguna lágrima en su rostro. El tocado deja ver su cabello totalmente tallado. Llama poderosamente la atención por su belleza, su encanto y su expresión contenida, sin lágrimas. El candelero fue realizado por el hermano de la corporación Salvador Lemaistre. Fue bendecida en la Cuaresma de 1975.
San Juan Evangelista: Obra de Alfonso Berraquero fue estrenado en 1984. Presenta actitud de conversar, consolando a María. Tallados cabeza, manos y brazos en madera de cedro, siendo el cuerpo de poliéster en formas anatómicas.

## Imágenes Secundarias

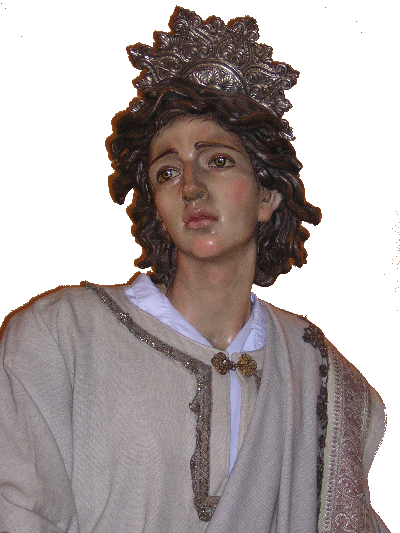

Poncio Pilato: El prefecto de Judea, realizado por Castillo Lastrucci y estrenado en 1968, acapara visualmente la composición escénica del paso de misterio. Inclinado hacia adelante y señalando con sus manos al Maestro demuestra su autoridad sobre la vida de Jesús. Es de madera de pino y presenta cuerpo esbozado y cabeza, manos y brazos tallados que fueron retocados por nuestro hermano Alfonso.
Barrabás: El torvo sicario judío, o patriota nacionalista anti romano, que fue liberado por aclamación en lugar de Jesús es una figura que, al contrario de las tradicionales iconografías, es un hombre joven y grácil, semidesnudo, nasudo, de aspecto más indoeuropeo que semita. Lleva el cabello largo y revuelto ceñido por una cinta, brazos atados a la espalda. Su rostro, de perceptible ademán expectante, es una muestra patente de esos “perfiles narigudos y masas de pelo del Verrochio. Fue estrenado en 1993.
Claudia Prócula: La mujer de Pilato representa al mundo gentil, que espera en algo, que no sabe lo que es. Está representada como una bella mujer aún joven, de aspecto a la vez noble y sensual. Su expresión es ansiosa y su actitud inquieta, nerviosa, propias de la que ha sufrido mucho en sueños por su causa y de la que busca suscitar la clemencia de su marido. Claudia exhibe el elaborado peinado típico que vemos en los bustos imperiales femeninos de la época augusta y lleva una vestimenta historicista que se supone era la que usaban las patricias romanas. Como signo de distinción social y vana ostentación luce un pasador de plata engarzado de amatistas, un collar, pendientes de plata y turquesas que reproducen un as romano de la época de Tiberio. Fue estrenada en 1993.
Sanedrita: El representante del Sanedrín israelita significa la hipocresía religiosa, capaz de condenar a Cristo no por sus obras, sino por los intereses de la Ley. Vemos un hombre maduro, de nariz aguileña y de largas barbas bíblicas, patriarcales, las cuales se mesa traspasándolas por un largo dedo índice. Se nos muestra en actitud reflexiva, con rostro caviloso, dando la espalda a la escena principal, como queriendo farisaicamente desentenderse y ser ajeno a la misma. Está ataviado a la usanza levítica, como se supone vestían los eruditos doctores de la Torah. Fue estrenado en 1993.
Esclavo africano: Este siervo africano viene a expresar la esperanza de la libertad. Vemos un tostado adolescente de etnia camita, con una expresiva testa de grandes ojos, labios carnosos, pelo rizado. La efigie, vestida sólo con un exiguo taparrabos, luce un torques a modo de collar. Se muestra semi-sedente y en actitud servil. Fue estrenado en 1995.
Soldado Romano: El soldado romano está dotado de gran movimiento, ruda y decidida actitud castrense. La suspensión de la estación de penitencia en 2003 impidió ver ese año al nuevo, portentoso y bizarro soldado romano. Fue estrenado por lo tanto en 2004.
Todas las figuras auxiliares fueron talladas por nuestro hermano Alfonso en talla completa de madera de pino, a excepción del Sanedrita que lo es sólo en las partes vistas.

## Pasos
Paso de misterio: Realizado por Manuel Guzmán Bejarano de estilo neobarroco sevillano, tallado en madera de pino, dorado y policromado. Canastilla abombada de gran altura con cartelas que presentan instrumentos de la pasión, escudos de la Hermandad y de las otras establecidas en la Parroquia así como el de la propia Parroquia y rodeada de ángeles querubines de Ortega Brú. 
La canastilla se completa con cuatro ángeles pasionarios realizados en 1993 por Alfonso. 
Es iluminado con seis candelabros con guardabrisas.
Paso de palio: La mesa del paso es de madera realizada por nuestro hermano Salvador Lemaistre. El palio es de terciopelo con tonos violáceos, a juego con el manto de María. 
Las bambalinas están bordadas en oro, mediante el sistema de recortes, por Manuel Fraga; lleva adosadas unas cabezas en resina policromada de los doce apóstoles, tres arcángeles (Miguel, Rafael y Gabriel) y de Santa Elvira. 
El techo del palio está exornado con una pintura, obra de Alfonso, de la Virgen del Pópulo, venerada en la basílica de Santa María la Mayor, de Roma. 
Orfebrería: Realizada en alpaca plateada. La candelería de "Viuda de Villareal", ánforas, respiraderos y varales de los talleres de "Hijos de Juan Fernández". Faroles entrevarales, candelabros de cola y la peana de Jesús Domínguez Machuca.

## Escudo
Lo forma una corona de espinas cruzada de una caña, símbolos de la realeza y cetro de Jesucristo. Igualmente luce dos óvalos, uno con las letras S e I (Salud Infirmorum) y otro con la M de María. Todo ello queda rodeado del collar del toisón y rematado por la corona real.

## Atributos
Cruz de guía: Diseño de nuestro hermano Alfonso, representa un calvario en el remate del asta, el crucificado es una valiosa talla del siglo XVIII, mientras que la Virgen y San Juan Evangelista son obras realizadas en terracota por el diseñador. La orfebrería es obra de Jesús Domínguez.
Faroles de guía: Son cuatro. Realizados en los talleres de "Hijos de Juan Fernández", cincelados y plateados, dos acompañan a la cruz de guía y los otros dos abren las secciones de hermanas.
Bocinas: Dos en alpaca plateada cinceladas igualmente en los talleres de "Hijos de Juan Fernández".
Senatus: De metal repujado, diseñado por Alfonso y realizado por Jesús Domínguez Vázquez.
Guion de la Junta Auxiliar: De "Hijos de Juan Fernández". El paño luce dos pinturas al temple sobre oro realizadas por Alfonso. Uno representando el escudo de la hermandad junto con la fecha fundacional del grupo y el otro una representación de la Madonna de la Salud, venerado en la Basílica de la Salud de Venecia.
Bandera de paso: Confeccionada por la Sra. de Cama. El asta de metal plateado fue realizado por Jesús Domínguez.
Libro de Reglas y báculo: La orfebrería de la portada del libro y la del báculo procede de los talleres de "Hijos de Juan Fernández".
Sinpecado: Diseñado por Alfonso es de terciopelo azul bordado en oro por los talleres de Bollullos de la Mitación. En el centro tiene una Inmaculada de resina policromada. El asta de metal plateado es de Jesús Domínguez.
Estandarte mariano: De Manuel Fraga y hermanos Luque Márquez es de terciopelo azul bordado en oro e hilos de seda. En el centro tiene la Virgen de la Salud venerada en la ciudad de Páscuaro en México. El asta de metal plateado es de Jesús Domínguez Vázquez.
Guion Conmemorativo XXV aniversario de la bendición de María Santísima de la Salud: de Manuel Fraga es de terciopelo azul, bordado en oro. En el centro tiene la Mare de Déu de la Salut, patrona de Palma de Mallorca, realizada en resina y marmolina por Alfonso. El asta de metal plateado va rematado con tres azucenas es de Jesús Domínguez Machuca.
Cruz Parroquial y ciriales: De Jesús Domínguez Machuca. La cruz luce en el centro un esmalte francés del siglo XIX con un Ecce-Homo.

## Marchas procesionales dedicadas
Bandas de música
- Nuestro Padre Jesús del Ecce-Homo, de Raúl Batista Maceas, en 1993.
- A ti Salud, de Raúl Batista Maceas, en 1995.
- Salud Isleña, de Manuel Serrano Rodríguez y Eugenio Martínez Valencia, en 1998.
- Rosa de Pasión, de Raúl Batista Maceas, en 1999.
- Nuestra Señora de la Salud, de Manuel Serrano Rodríguez y Raúl Cabrera, en 2001.
- Soleares del Lunes Santo, de Juan José Castellano Rodríguez, en 2005.
- Cincuenta Años, Ecce-Homo y Salud, de Juan José Castellano Rodríguez, en 2006.
- Salud Pureza Galilea, de José Ribera Tordera, en 2013.
- Ecce-Homo, de Raúl Batista Maceas, en 2014.
- Salud, camino a la Expiración, de Álvaro Rosado Bernal, en 2017.
- Reina del Lunes Santo, de Jesús Rueda Pérez, en 2023.
- Salud, siempre Salud, de Raúl Batista Maceas, en 2025.

Agrupación musical
- He Aquí el Hombre, de Fco José López y Juan Manuel Carmona,
- Presentación de Jesús al Barrio, de José Mª Sánchez Martín 2008.
- Y Pilatos lo Presentó, de Jonathan y Cristopher Jiménez, en 2012.
- El Hijo de Dios, de Adrián Ortega y Juan Carlos Fernández en 2019.
- Plaza de Pilatos, de Daniel Rodríguez Ramírez 'Harry', en 2023.

## Acompañamiento musical
Acompañamiento musical paso de misterio
2024: Agrupación Musical Virgen de la Oliva (Vejer de la Frontera - Cádiz).
2017 - 2023: Agrupación Musical San Juan (Jerez - Cádiz).
2013 - 2016: Agrupación Musical Isla de León (San Fernando).
2009 - 2012: Agrupación Musical Santa Cecilia (Sevilla).
2008: Agrupación Musical Virgen de las Lágrimas (San Fernando).
2007: Agrupación Musical Ecce Mater (Cádiz).
2004 - 2006: Agrupación Musical San Juan (Jerez - Cádiz).
1994 - 2003:
1993: Agrupación Musical Santa Marta (Jerez - Cádiz).
1985 - 1992:
1979 - 1984: Banda de Cornetas y Tambores Cristo Rey (Puerto Real - Cádiz).
1974 - 1978:
1973: Banda de Cornetas y Tambores Cruz Roja (San Fernando).
1958 - 1972:
Acompañamiento musical paso de palio:
2018 - 2024: Banda de Música Maestro Dueñas (Puerto de Santa María - Cádiz).
2016 - 2017: Banda Sinfónica Municipal (San Fernando).
2010 - 2015: Banda de Música Maestro Agripino Lozano (San Fernando).
1994 - 2009: Banda de Música de Nuestro Padre Jesús Nazareno y María Santísima de los Dolores (San Fernando).
1980 - 1993: Infantería de marina.
1978 - 1979: Banda de Música Educación y Descanso (Cádiz).

## Recorrido
Plaza de la Divina Pastora, Marconi, Santo Domingo, Cardenal Spínola, Diego de Alvear, Real, CARRERA OFICIAL, Isaac Peral, Plaza del Rey, Las Cortes, 24 de septiembre de 1810, Antonio López, Constructora Naval, Colón, Churruca, Ancha, Manuel Roldán, Colón, Escaño, Escultor Alfonso Berraquero García, Marconi, Plaza de la Divina Pastora y a su Templo.